# Рубен Ибарури
Рубен Руис Ибарури (9 януари 1920 г., Мускуси, Бискай, Страна на баските – 3 септември 1942 г., Сталинград) е испански и съветски войник. Участва както в Испанската гражданска война, така и във Втората световна война. Удостоен е със званието Герой на Съветския съюз и два ордена на Червено знаме, както и най-високите съветски военни отличия. Той също е син на Долорес Ибарури, един от известните лидери на Испанската комунистическа партия.

## Биография

### Испанска република
Рубен Руис е роден на 9 януари 1920 г. в Муск, майка му е Долорес Ибарури (1895 – 1989), баща му е Хулиан Руис Габина (1890 – 1977). От млади години той и сестра му Амая (р. 1923 г.) страдат от бедност и се запознават с революционните идеи благодарение на семейството си. Баща му и майка му, които са били миньори, са възприели идеите на социализма. След Октомврийската революция от 1917 г. те са сред основателите на Испанската комунистическа работническа партия. След обявяването на Втората испанска република през 1931 г. семейството се премества в Мадрид и Долорес Ибарури започва работа за Mundo Obrero, издателският орган на Испанската комунистическа партия. През този период Долоре Ибарури е била затваряна много пъти поради своята опозиционна позиция. Заминава за Съветския съюз през 1933 г. като част от заседанията на Коминтерна и се завръща. След неуспешния бунт на миньорите в Астурия през 1934 г. Рубен Руис и сестра му Амая отиват в Съветския съюз под тайна самоличност. Децата са изпратени в детския лагер Артек в Крим. Рубен започва работа в автомобилния завод ЗиЛ в Москва на 14-годишна възраст. През този период той едновременно учи професия и посещава училище. Рубен се установява при членовете на болшевишката партия, историкът Пантелеймон Лепешински и съпругата му, биологът Олга Лепешинская. Въпреки че Рубен е на 15 години, той кандидатства да се присъедини към Червената армия, за да се бие в Испанската гражданска война. Рубен, който е записан в авиационната академия, не е приет за пилот поради цветната си слепота.

### Гражданска война и изгнание
Рубен се завръща в Испания с международните бригади, за да се бие на страната на републиканците. През август 1937 г. той е повишен в чин ефрейтор от съветския командир Александър Родимцев, който се бие в гражданската война. След това се бие в битката при Ебро. Той влиза във Франция с евакуациите, които се провеждат точно преди края на гражданската война през февруари 1939 г., и е отведен в концентрационния лагер Argelès-sur-Mer. Рубен, бяга от този лагер, стига до съветското посолство в Париж и се връща в Съветския съюз с кораб.

### Съветски съюз
Тук той се събира с майка си и сестра си Амая в Пушкино, на 30 км от Москва. През есента на 1939 г. той отново се присъединява към Червената армия и военната академия. След като завършва тук с чин лейтенант, той започва да служи в Московския гарнизон.
След като Съветският съюз е нападнат от нацистка Германия в резултат на Операция „Барбароса“, Рубен служи в картечния екип на 175-и пехотен полк под командването на Първи белоруски руски фронт, близо до Борисов. Ранен е в боевете в района на река Березина. Той е награден за постиженията си на бойното поле през септември. Майка му и брат му са изпратени в Уфа на 16 октомври, когато нацистите приближават Москва.
През 1942 г. Рубен получава звание старши лейтенант и е изпратен на Сталинградския фронт. Тук той е сред частите, които се съпротивляват на нацистките войски, настъпващи близо до жп гара Котлуба близо до Сталинград. След като неговият командир загива на поста си, той поема командването и успешно изпълнява дълга си, докато не е сериозно ранен. Рубен, който е изпратен в полева болница на източния бряг на река Волга, почива от раните си на 22-годишна възраст. Погребан е на 3 септември 1942 г. На 22 септември той е награден за проявената смелост в боя и е повишен в чин капитан. Обявен е за Герой на Съветския съюз на 23 август 1956 г.